# Tomaso Garzoni
Tomaso Garzoni (Bagnacavallo, 1549 - 1589) fue un escritor italiano, con cuyas enciclopedias se hizo famoso en la Europa de finales del siglo XVI. Su nombre en italiano puede aparecer escrito 'Tommaso', pero su máximo especialista (P. Cherchi) prefiere esa grafía.

## Trayectoria
Ottaviano Garzoni, nacido en un pueblo cercano a Rávena, era de origen señorial. Entró de joven en la orden de los canónigos regulares de la congregación lateranense, y cambió de nombre: Tomaso (o Tommaso). 
A los catorce años marchó a Ferrara para estudiar Derecho y completó luego su formación con cursos de filosofía en Siena. Después, sus días transcurrieron en el convento de Santa Maria in Porto, en Rávena, aunque predicó en Ferrara y Bolonia. Murió pronto, a los cuarenta años.
Llevó una existencia estudiosa continua, vertiginosa. Trabajó en contacto con impresores venecianos, a quienes les fue entregando variados libros enciclopedistas entre 1583 y 1589, año de su muerte. En este sexenio alcanzó la gloria como autor. 

### La obra
En su primera obra, Garzoni estudió los distintos tipos de ingenios o cerebros: Il teatro de' vari e diversi cervelli mondani, de 1583. 
En la siguiente, L'ospidale de' pazzi incurabili, de 1586, se detuvo en las formas conocidas de la locura o el extravío. Es una obra muy importante, que se cita entre los antecedentes remotos de la historia de la psiquiatría.

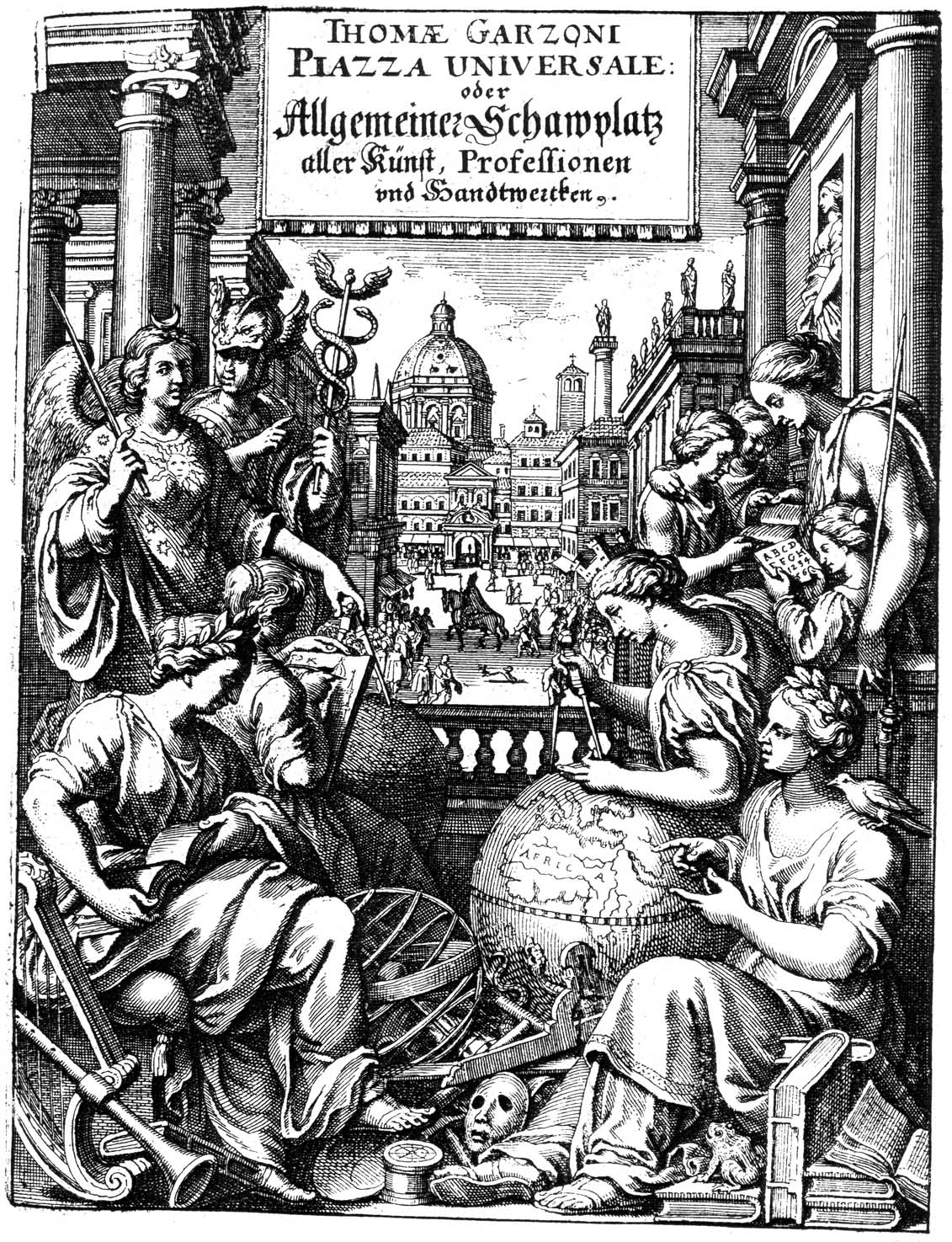
Edición alemana de la "Piazza". 1695.

En 1585, se imprimió por vez primera su enorme recopilación, que fue capital en su trayectoria: La piazza universale di tutte le professioni del mondo. Era una obra llena de informaciones, que llegaría a muchos lectores, por toda Europa. Tuvo más de 25 ediciones entre los siglos XVI y XVII, se tradujo al alemán y al latín; y lo adaptó al castellano Cristóbal Suárez de Figueroa en 1615. 
Lo leyeron con fruto en Alemania tanto Grimmelshausen como, luego, Lessing.
La sinagoga degli ignoranti fue su último libro publicado en vida. 
Tras su muerte, aparecieron todavía Il mirabile cornucopia, en 1602; L'uomo astratto, en 1604; así como Il serraglio degli stupori del mondo, en 1613. 
Sus obras, muy eclécticas, se difundieron en toda Europa con sucesivas impresiones, hasta el punto de que se convirtió en uno de los autores italianos del siglo XVI más traducidos en el extranjero. El oscurecimiento de sus libros en los siglos XIX y XX, como señaló ya Croce, no ha impedido que hoy se le concozca bien, en buena parte por la acción decidida del especialista Paolo Cherchi, universitario italiano que trabajó en Chicago y publicó la primera monografía sobre Garzoni.
El teatro y El hospital, han sido traducidos al castellano y anotados en el año 2000, por la Asociación Española de Neuropsiquiatría. 
La adaptación española de 1615, Plaza universal de todas ciencias y artes, ha sido fijada y profusamente anotada en castellano en 2006.

## Libros
- Il teatro de' vari e diversi cervelli mondani, 1583. Tr.: El teatro de los cerebros, Madrid, AEN, 2000.
- L'ospidale de' pazzi incurabili, 1586, El hospital de los locos incurables, Madrid, AEN, 2000, con el anterior.
- La piazza universale di tutte le professioni del mondo, 1585. Adaptación del siglo XVII: Plaza universal de todas ciencias y artes, Junta de Castilla y León, 2006.
- La sinagoga degli ignoranti, 1589.
- Il mirabile cornucopia, 1602.
- L'uomo astratto, 1604.
- Il serraglio degli stupori del mondo, 1613.